# Marco Roßdeutscher
Marco Roßdeutscher (* 14. Juli 1965) war Fußballspieler in der DDR-Oberliga, der höchsten Spielklasse des DDR-Fußball-Verbandes. Dort spielte er für den 1. FC Union Berlin.

## Sportliche Laufbahn
Roßdeutscher wurde 1971 in die Kindermannschaft der Ost-Berliner Betriebssportgemeinschaft (BSG) Motor Köpenick aufgenommen. 1975 delegierte ihn die BSG zum 1. FC Union Berlin, wo er die weiteren Altersklassen bis zu den Junioren durchlief. In der Saison 1984/85 spielte er für die 2. Männermannschaft in der drittklassigen Bezirksliga. Für die Spielzeit 1985/86 wurde er als Verteidiger für die Oberligamannschaft des 1. FC Union nominiert, musste aber bis zum 20. Spieltag bis zu seinem ersten Oberligaeinsatz warten. In der Begegnung Union Berlin – Stahl Riesa (1:1) am 5. April 1986 wurde er in der 40. Minute eingewechselt. Danach kam er bis zum Saisonende in allen weiteren Oberliga-Punktspielen jeweils von Beginn an als Mittelfeldspieler zum Einsatz. In dieser Saison erreichte der 1. FC Union das Endspiel um den DDR-Fußballpokal. Roßdeutscher, der zuvor in zwei der bisherigen acht Pokalspiele eingesetzt worden war, wurde in der Begegnung am 31. Mai 1986 Union Berlin – 1. FC Lok Leipzig in der 56. Minute eingewechselt. Zu diesem Zeitpunkt führten die Leipziger bereits mit 2:0 und gewannen schließlich mit 5:1. In der Saison 1986/87 absolvierte der 1,76 m große Roßdeutscher 18 der ausgetragenen 26 Oberligaspiele, meistens im linken Mittelfeld. 1987 beendete er seine Lehre zum Kabelmechaniker. 1987/88 bestritt Roßdeutscher neun Spiele in der Oberliga, dabei stand er aber nur dreimal in der Anfangself. Am 5. März 1988 spielte er im Lokalderby BFC Dynamo – Union (2:1) zum letzten Mal für Union, er bestritt nur die letzten drei Minuten. Danach wurde er wegen Straffälligkeit aus dem Klub ausgeschlossen und spielte anschließend nicht mehr im höherklassigen Fußball. Nach 2000 tauchte Roßdeutscher bei den Alten Herren von Grün-Weiß Neukölln und als Jugendtrainer des DJK Schwarz-Weiß Neukölln auf.